# Ludwig Döderlein
Pour les articles homonymes, voir Döderlein.
Ludwig Heinrich Philipp Döderlein est un zoologiste et un paléontologue allemand, né le 3 mars 1855 à Bergzabern et mort le 23 mars 1936 à Munich.

## Biographie
Ludwig Döderlein est le fils de Wilhelm Döderlein et de Marie Clothilde, née Zwicky. Il étudie dans les universités d’Erlangen et de Munich et obtient son doctorat à Strasbourg en 1877.
Döderlein est professeur-assistant dans des écoles du secondaire à Mulhouse, avant de partir au Japon en 1879 comme professeur d’histoire naturelle. Il reste à Tokyo jusqu’en 1881. L’année suivante, il devient alors conservateur et directeur des collections zoologiques de Strasbourg. A ce titre il dirige le Musée zoologique de 1893 à  1919. En 1883, il devient maître-assistant à l’université de la ville. Il se marie la même année avec Auguste Schoen dont il aura trois fils et deux filles. Il devient professeur de zoologie en 1891 avant d’être expulsé comme Allemand en 1919. Il devient, en 1921, professeur honoraire de taxinomie honoraire, avant de diriger de 1923 à 1927 des collections zoologiques du muséum national allemand.
Il est notamment l’auteur de Wegweiser für Pilzfeunde (1918), la partie consacrée aux vertébrés dans Elemente der Paläontologie, Bestimmungsbuch für deutsche Land und Süsswassertiere (1931), ainsi que d'importants travaux sur les étoiles de mer tropicales. Döderlein est aussi l’auteur de travaux sur la faune de l’Alsace-Lorraine et du Japon ainsi que sur les vertébrés fossiles.